# أبو إبهام
أبو إبهام هي قرية صغيرة تقع في المنامة عاصمة مملكة البحرين. القرية تقع ضمن محافظة العاصمة. تحدها قرية المصلى من الجنوب وقرية الخميس من الغرب وقرية السهلة من الشرق.